# Shannon Tweed
Kelly Tough Patricia Farinelli
Terri Welles Marianne Gravatte
Shannon Tweed est une productrice, actrice et mannequin de charme canadienne, née le 10 mars 1957 à St. John's, à Terre-Neuve-et-Labrador (Canada).

## Biographie

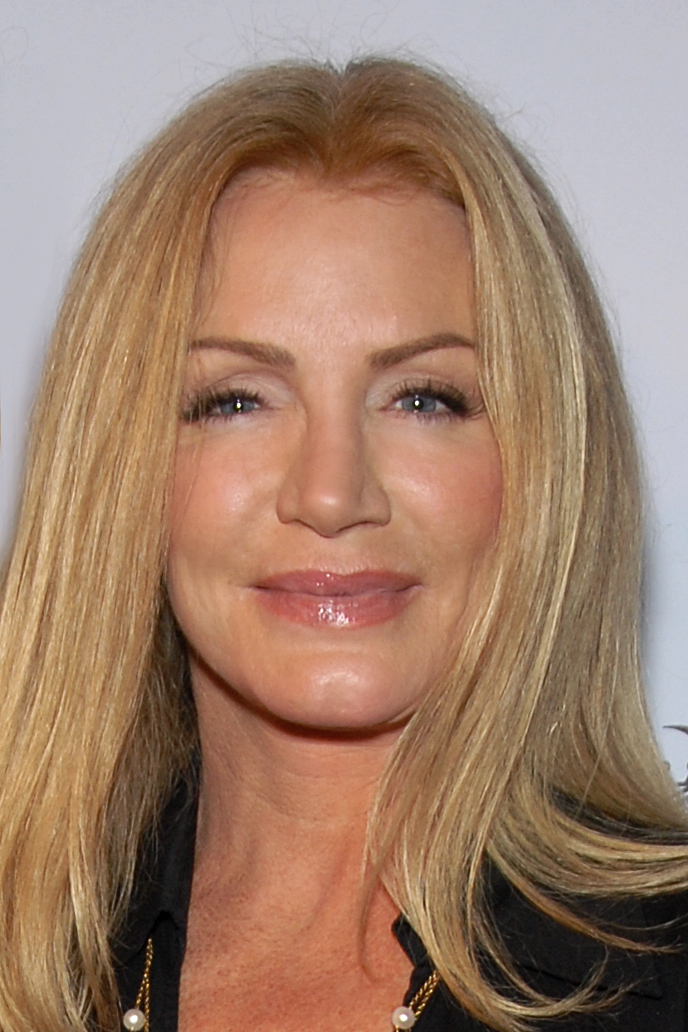
Shannon Tweed en 2007.

La troisième de sept enfants, elle a trois frères et trois sœurs.
Elle a joué souvent dans des films de série B, qui seront classés comme thrillers érotiques, n'hésitant pas à se dénuder, surtout dans les débuts de sa carrière.
Elle a posé pour Playboy et a été playmate du mois en novembre 1981, playmate de l'année en 1982. Elle posera encore régulièrement jusqu'en 2000 pour ce même magazine.
Elle vit depuis 1985 avec Gene Simmons, le bassiste de Kiss. Elle est maintenant mariée à ce dernier, depuis le 2 octobre 2011, avec qui elle a une fille, Sophie, et un fils, Nicholas Adam (Nick).

## Filmographie partielle

### Comme actrice
- 1982 : Drop-Out Father (téléfilm) : belle femme
- 1982 : Falcon Crest (série télévisée) : Diana Hunter (21 épisodes, 1982-1983, VF : Anne Kerylen)
- 1983 : D'origine inconnue (Of Unknown Origin) : Meg Hughes (autre titre : Terreur à domicile)
- 1984 : Shérif, fais-moi peur (The Dukes of Hazzard) (série TV) (saison 7, épisode 2 "Le musée de Waylon Jennings") : Betty Jo
- 1989 : Cannibal Girls (Cannibal Women in the Avocado Jungle of Death) : Dr Margo Hunt (une parodie des films de jungle et du féminisme intransigeant)
- 1992 : Night Eyes 2 (en) : Marilyn Mejenes (du voyeurisme sur le voyeurisme)
- 1993 : Les Yeux de la nuit 3 (Night Eyes Three) : Zoe Clairmont
- 1993 : Indecent Behavior : Dr Rebecca Mathis (une sexologue persécutée par un flic)
- 1994 : Cold Sweat de Gail Harvey : Beth Moore
- 1994 : Poussée à bout (Scorned) d'Andrew Stevens : Patricia Langley / Amanda Chessfield
- 1994 : Rêves interdits (Illicit Dreams) : Moira Davis
- 1994 : Indecent Behavior II : Dr Rebecca Mathis
- 1994 : Possessed by the Night : Carol McKay
- 1995 : Intervention immédiate (en) (No Contest) : Sharon Bell (actrice aux multiples prouesses de sport de combat)
- 1995 : Comportement indécent (Indecent Behavior III) : Dr Rebecca Mathis
- 1995 : The Dark Dancer : Dr. Margaret Simpson
- 1995 : Mariés deux enfants (série TV) (Saison 10, épisode 9 : Quand Al Bundy Rencontre Shannon Tweed (The Two That Got Away)) : Joue son propre rôle
- 1996 : Electra : Lorna Duncan / Electra
- 1997 : Face the Evil (en) ou No Contest II : Sharon Bell
- 1998 : Dead by Dawn : Wendy Marsh
- 1998 : Naked Lies : Cara Landry
- 1999 : Detroit Rock City : Amanda Finch
- 2000-2003 : Les Parker (série télévisée) : Sophia Van Lowe (3 épisodes)
- 2000 : Singapore Slling (Scandalous Behaviour) de James Hong : Linda Blair
- 2001 : Dead Sexy : Kate McBain (vidéo)
- 2010 : United States of Tara (série télévisée) : Knatasha Kightblade (saison 2, épisode 7)
- 2012 : Republic of Doyle (série télévisée) : Frances Lemont (saison 3, épisode 1)
- 2013 : Ex-Wives of Rock (série télévisée) : la narratrice (5 épisodes)

### Comme productrice
- 1995 : Comportement indécent (Indecent Behavior III)
- 1997 : Human Desires (autre titre : Indecent Behavior 4)
- 1998 : Naked Lies
- 2000 : The Rowdy Girls
- 2001 : Dead Sexy (vidéo)